# Reprezentacja Kambodży w piłce nożnej mężczyzn
Reprezentacja Kambodży w piłce nożnej gra pod egidą Kambodżańskiej Federacji Piłki Nożnej. Federacja została założona w 1933, członkiem FIFA została w 1953, AFC w 1957. Największym osiągnięciem reprezentacji jest zdobycie czwartego miejsca w Pucharze Azji w 1972. Nigdy nie uczestniczyła w Mistrzostwach Świata.
Obecnym selekcjonerem kadry Kambodży jest Keisuke Honda.

## Udział wMistrzostwach Świata
- 1930 – 1950 – Nie brała udziału (była kolonią francuską)
- 1954 – 1994 – Nie brała udziału
- 1986 – 2002 – Nie zakwalifikowała się
- 2006 – 2010 – Nie brała udziału
- 2014 – 2022 – Nie zakwalifikowała się

## Udział wPucharze Azji
- 1956 – Nie zakwalifikowała się
- 1960 – 1964 – Nie brała udziału
- 1968 – Nie zakwalifikowała się
- 1972 – IV miejsce
- 1976 – 1996 – Nie brała udziału
- 2000 – Nie zakwalifikowała się
- 2004 – 2011 – Nie brała udziału
- 2015 – 2023 – Nie zakwalifikowała się